# Phare de Martin Reef

Le phare de Martin Reef (en anglais : Martin Reef Light), est un phare du lac Huron situé sur la péninsule supérieure du Michigan à 6,9 km au sud de Cadogan Point dans le canton de Clark (en) du Comté de Mackinac, Michigan. 
Ce phare est inscrit au Registre national des lieux historiques depuis le 27 juillet 2005 sous le no 05000743.

## Historique
À la fin du XIXe siècle, la disponibilité du minerai de fer de la péninsule supérieure a fait augmenter considérablement le trafic maritime à travers les Grands Lacs. Martin Reef, un récif affleurant dans sa zone la moins profonde, était un danger important pour les navires approchant le détroit de Mackinac. En 1896, l'United States Lighthouse Board a demandé que des fonds soient alloués pour construire un bateau-phare pour stationner sur le récif. Cependant, malgré des demandes répétées, ce n'est qu'en 1906 que le Congrès a approuvé la demande. Des plans ont été élaborés pour construire un navire-phare désigné Light-vessel No.89 (LV89). En 1907, la Racine Boat Manufacturing Company de Muskegon obtient un contrat pour la construction du navire à coque en acier. Le navire a été achevé en 1908, mais n'a été stationné sur le récif qu'au début de la saison de navigation de 1909. 
Cependant, au cours des prochaines décennies, les navires dans les Grands Lacs sont devenus de plus en plus grands et ont prolongé la saison de navigation au-delà du temps où le bateau-phare a pu rester en station en raison des glaces hivernales. Dans les années 1920, le Lighthouse Service a commencé à concevoir une structure permanente pour remplacer le bateau-phare sur Martin Reef, et bientôt des fonds ont été alloués pour la construction d'un phare. Les travaux ont commencé à l'été 1927 et, une fois la structure du quai terminée, un feu temporaire a été installé et le bateau-phare a été retiré et stationné à North Manitou Shoal, dans le lac Michigan. L'ensemble du projet a été achevé à l'été 1927. 
En 1939, la Garde côtière a assumé la responsabilité des phares du pays. Ils ont installé des générateurs électriques à Martin Reef pour alimenter la lumière. Puis la station a été automatisée et la lentille de Fresnel d'origine a été retirée et remplacée par une optique acrylique de 200 mm. La lentille d'origine est exposée au musée du phare de Point Iroquois. En 2000, la propriété du phare a été transférée au Bureau des affaires indiennes.

## Description
Le phare de Martin Reef repose sur une plateforme carrée de 20 m de côté remplie de béton, et 7,6 m de hauteur, placée à 3 m au bord sud-est du récif. Celle-ci contient des zones de stockage en cave pour le charbon et l'eau. Le phare lui-même est une structure carrée de 7,6 m de côté, blanche, à trois étages. Le premier étage du phare a été conçu comme une salle des machines, le deuxième étage comme un bureau, une cuisine et un salon, tandis que le troisième étage contenait des chambres à coucher. 
Une salle de surveillance de 4,9 m de côté et de 3 m de haut se trouve au sommet du phare, surmontée d'une lanterne octogonale en fonte avec un toit rouge. La lanterne contenait à l'origine une lentille de Fresnel blanche clignotante du quatrième ordre fabriquée par Sautter & Cie de Paris. Il contient actuellement une lentille acrylique de 200 mm. Le phare contenait également un signal de brouillard à diaphone à air comprimé. Le phare de Poe Reef, construit en 1929, est un double de ce phare.
Il émet, à une hauteur focale de 20 m, alternativement un éclat blanc et rouge, par période de 10 secondes et un feu rouge de secteur. Sa portée est de 13 milles nautiques (environ 24 km). Il est équipé d'une corne de brume à diaphone émettant un signal par période de 30 secondes, en cas de nécessité.
Identifiant  : ARLHS : USA-480 ; USCG :  7-12205 .